# Father Stu
Father Stu è un film del 2022 scritto e diretto da Rosalind Ross, tratto da una storia vera.

## Trama
Stuart "Stu" Long è un aspirante pugile con una pessima situazione familiare: suo fratello Stephen era infatti morto a soli cinque anni, mentre suo padre Bill si era dato all'alcolismo. L'incontro con Carmen, una ragazza di cui si innamora, lo fa avvicinare al cattolicesimo, tuttavia dopo un grave incidente in motocicletta – in cui la sua sorte sembrava completamente segnata – inizia a sentire la chiamata verso il sacerdozio; con la forza della fede Stuart riesce così a rimettere a posto la propria vita e a riavvicinarsi alla sua famiglia.

## Distribuzione
Negli Stati Uniti la pellicola è stata distribuita dalla Sony Pictures Entertainment, a partire dal 13 aprile 2022.